# شکر پنیر (مجموعه تلویزیونی)
شکر پنیر برنامه‌ای طنز از نوع طنز آیتمی است که از شبکه سهند و شبکه شمای سیمای جمهوری اسلامی ایران پخش می شود. این مجموعه که به کارگردانی شهاب عباسی تهیه شده است با تقلید طنزآمیز برنامه های صدا و سیما و طعنه به برخی شخصیت ها در ضمن آن توانسته تماشاگران بسیاری پیدا کند. این برنامه به زبان ترکی آذربایجانی تولید شده است. این برنامه بسیاری از برنامه های بعدی شهاب عباسی و همکارانشان را تحت تاثیر قرار داد. از جمله خنده بازار به نوعی ادامه فارسی زبان همین برنامه می تواند بشمار آید.   